# Corydoras elegans
Cá chuột voi là một loài cá trong họ Callichthyidae, chúng cũng được ưa chuộng để nuôi làm cá cảnh nước ngọt. Cá có nguồn gốc ở các vùng nước nội địa ở Nam Mỹ, và được tìm thấy ở lưu vực sông Amazon ở thượng Brazil, Colombia và Peru.

## Đặc điểm
Bề ngoài của cá được đặc trưng bởi một đôi dọc sọc tối. Các vây lưng được trang điểm bởi một vài dấu chấm màu xám. Cơ thể có các mảng màu xám và đen khác trên một nền olive. So với các loài khác của chi Corydoras, cơ thể chúng không phải là cao so với chiều dài của nó, và mắt của nó được bố trí thấp hơn một chút. Con cá sẽ phát triển chiều dài lên tới 5,1 cm (2,0 inch).
Nó sống trong một khí hậu nhiệt đới trong nước với 6.0 - 8.0 pH, độ cứng của nước 2-25 dGH, và một phạm vi nhiệt độ 22-26 °C (72-79 °F). Nó ăn sâu trùng, động vật giáp xác sống ở đáy, côn trùng và cây cối. Mặc dù nó đẻ trứng trong thảm thực vật dày đặc, nhưng sẽ không bảo vệ trứng cá và cá bột.
Trong điều kiện nuôi nhốt, con đực được cho là có phạm vi lãnh thổ trong các hoạt động của mình trong khi con cái thường ẩn giữa các rễ cây. Cá có tầm quan trọng về thương mại trong ngành công nghiệp kinh doanh cá cảnh. Chúng có xu hướng bơi trong các mặt nước phía trên của bể, thay vì ở phía dưới như là phổ biến với hầu hết các loài Corydoras.